# Georges Griffiths
Pour les articles homonymes, voir Griffiths.
Georges Griffiths, né le 24 février 1990 à Treichville et mort le 5 octobre 2017 à Cocody, est un footballeur ivoirien.

## Biographie
Georges Griffiths dispute 70 matchs en première division hongroise, inscrivant 19 buts. Il inscrit 8 buts lors de la saison 2013-2014, ce qui constitue sa meilleure performance.
Il meurt le 5 octobre 2017 à Cocody, alors qu'il s'opposait au braquage de sa voiture.